# Los Cristianos
Los Cristianos est une station balnéaire de l'île de Tenerife dans l'archipel des îles Canaries. Elle fait partie de la commune d'Arona.
La localité de Los Cristianos est située entre deux parcs naturels protégées la Montaña de Chayofita et la Montaña de Guaza. La localité est ouverte sur la mer à travers la baie de Los Cristianos. La station est proche d’une autre zone touristique qu’est Playa de las Américas. Los Cristianos a subi une forte expansion urbaine dans les années 1970 due au boom touristique. La station compte de nombreux hôtels et restaurants ainsi que deux plages de sable blanc et un grand nombre de bars.

## Histoire
Les premières sources historiques qui font référence au village de Los Cristianos datent du XVIe siècle quand l'existence du port est constatée dans les archives locales. Pendant tout le long des XVIIe, XVIIIe et XIXe siècles, il y a divers incursions pirates qui menacent ces habitants. Le premier établissement stable et permanent à Los Cristianos se produit dans les années 1860, quand le village fut décrit par Pedro de Olive comme « un village de pêcheurs en Arona, avec trois maisons d’un étage, une maison de deux étages et une cabane ». La population de Los Cristianos commence à grandir aux alentours de la deuxième moitié du XIXe siècle, avec l'avènement de l'industrie et du commerce. Los Cristianos avec son port naturel et prospère s’établit comme centre d’importation-exportation du Sud de Tenerife. En 1909 se construit le premier quai pour augmenter la quantité des opérations. L'agriculture n'apparait pas dans l'économie locale jusqu'à ce que l'eau des zones pluvieuses ne soit transférée dans ces zones plus sèches. En 1914, Teofílo Bello Rodríguez réussi à emmener de l'eau depuis Vilaflor à Los Cristianos et bientôt des plantations de tomates et de bananes apparaissent dans la localité du sud de l’île.
En 1924, la population croissante favorise la construction d’une chapelle qui a été détruite en 1987 pour construire une église plus grande.
En 1934 à la suite de l'augmentation de la pêche et du trafic commercial, le port de Los Cristianos subit un profond remaniement afin de pouvoir accueillir plus de trafic maritime.
Durant la Seconde Guerre mondiale, il y a trois forts qui sont construits le long de la côte de Los Cristianos comme défense face à une éventuelle invasion britannique, certaines de ces forteresses sont encore intactes aujourd’hui.
Le port de Los Cristianos nait comme un refuge pour les pêcheurs et comme un petit embarcadère pour les productions agricoles, salinières et de chaux du sud-ouest de Tenerife depuis 1523 due à l’établissement de plusieurs familles de pêcheurs, qui fondent l’emplacement actuel. Le premier quai embarcadère ne se construit pas avant 1927 et n'est déclaré port-refuge qu’en 1964. En 1975, la route maritime de transport journalier de passagers et de marchandises est inaugurée entre Los Cristianos et San Sebastián de La Gomera.
À partir de la deuxième moitié du XXe siècle, l'économie de la population commence à changer, passant d'une économie traditionnelle basée sur l'agriculture et la pêche à une économie touristique. Les premiers touristes à venir dans l'île et dans le village étaient majoritairement nordiques. Surtout des Suédois, qui donnent son nom à une des principales rues du village, Avenida Suecia. Ces premiers touristes commencent à venir à des fins thérapeutiques grâce au climat clément de la zone. De-là le tourisme se développe jusqu'à nos jours, de sorte à être actuellement la base de l’économie locale.

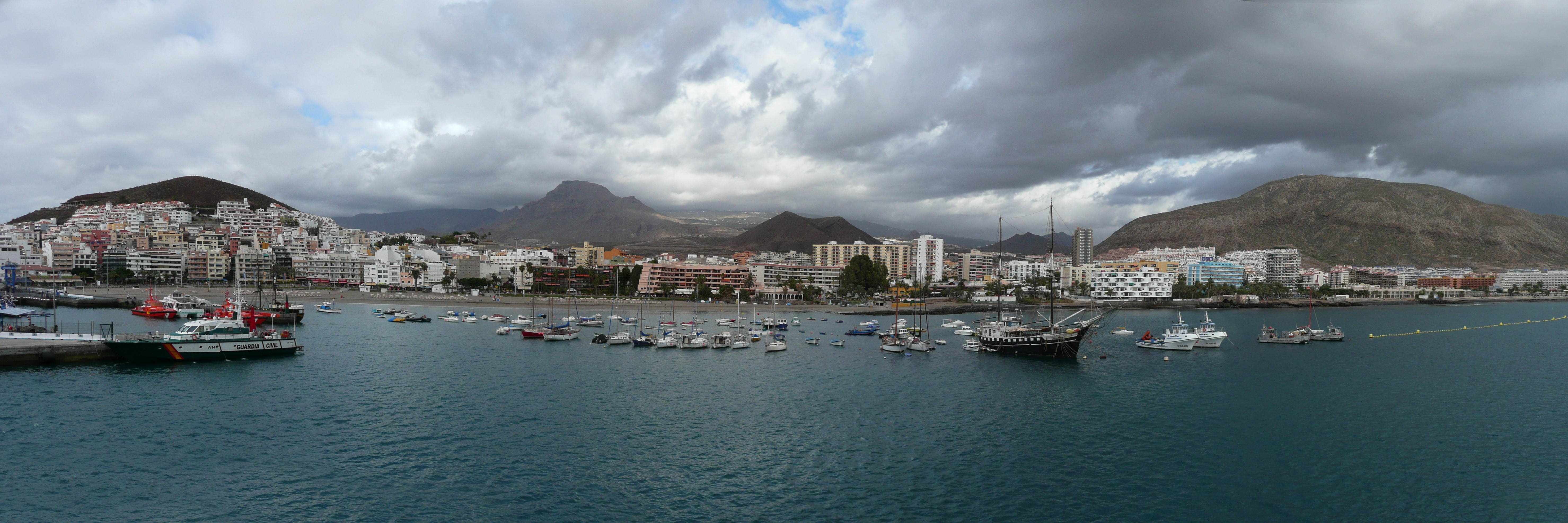
Los Cristianos, la plage et la promenade en bord de mer, près du port.

## Personnalités liées à la commune
- François de Roubaix, compositeur français, y est inhumé.